# Wentworth-Nord
Wentworth-Nord è un comune del Canada, situato nella provincia del Québec, nella regione di Laurentides.